# Orri Sigurdur Ómarsson
Orri Sigurdur Ómarsson (født 18. februar 1995) er en islandsk fodboldspiller, der spiller for islandske Valur Reykjavik.
Ómarsson kom til AGF fra islandske Handknattleiksfélag Kópavogs i 2012, hvor han spillede på AGF's U19-hold. Den 22. juli 2014 blev han rykket fast op på førsteholdet, men med udgangen af 2014 valgte han at søge nye udfordringer.